# (17969) Truong
(17969) Truong (1999 JB47) – planetoida z pasa głównego asteroid okrążająca Słońce w ciągu 4,14 lat w średniej odległości 2,58 j.a. Odkryta 10 maja 1999 roku.